# Haut-commissariat du Canada en Australie
Le haut-commissariat du Canada en Australie est la mission diplomatique du Canada en Australie. Il est situé sur Commonwealth Avenue, près de State Circle, dans la capitale australienne de Canberra. En plus d’être responsable des relations bilatérales entre le Canada et l’Australie, il est également responsable des relations avec plusieurs pays insulaires du Pacifique, notamment les Îles Marshall, les États fédérés de Micronésie, Nauru, Palau, la Papouasie-Nouvelle-Guinée, les Îles Salomon et Vanuatu.

## Mission
Ce haut-commissariat est responsable, en ce qui concerne le Canada, des relations entre l'Australie et le Canada et offre des services aux Canadiens en sol australien. Sa mission s'étend aussi à plusieurs petits pays du Pacifique : la Papouasie-Nouvelle-Guinée, les Îles Marshall, les Îles Salomon, les Palaos, la Micronésie, le Vanuatu et Nauru.
Le Consulat général du Canada à Sydney, de son côté, offre des services pour les États de la Nouvelle-Galles du Sud, du Queensland et du Territoire du Nord.

## Historique
Les relations diplomatiques entre le Canada et l’Australie ont été officiellement établies en 1939, au moment où la Seconde Guerre mondiale éclatait, avec la nomination de hauts-commissaires entre les deux pays. La chancellerie de trois étages a été officiellement inaugurée le 30 janvier 1964 par le premier ministre de l’Australie, le très honorable sir Robert Menzies. En 1994, la chancellerie a été agrandie pour inclure une aile de deux étages à l’arrière de l’édifice. La nouvelle extension a été inaugurée par l’honorable Raymond Chan, secrétaire d’État (Asie-Pacifique), le 4 août 1994. À l’heure actuelle, le haut-commissariat compte environ 60 employés, y compris des employés canadiens et des employés recrutés sur place.
Depuis 1950, la résidence officielle du Haut-Commissaire est un élégant manoir sur Mugga Way, dans la zone de conservation historique de Red Hill à Canberra. L’actuelle Haut-Commissaire est Julie Sunday qui a été nommée en août 2024.
Les principaux services offerts au haut-commissariat à Canberra visent à aider les entreprises à faire affaire avec le Canada aider les entreprises canadiennes à faire des affaires avec l’Australie, renforcer les relations en matière de défense et fournir de l’aide aux Canadiens dans les États australiens suivants : Victoria, Tasmanie, Australie-Méridionale, Australie-Occidentale et Territoire de la capitale australienne. Elle fournit également des services de coopération au développement pour les îles du Pacifique. Le Canada a également un consulat général à Sydney (Nouvelle-Galles du Sud), actuellement dirigé par Sarah Quigley. Il s’occupe principalement de fournir des visas, des services d’immigration et des services consulaires aux Canadiens dans les États suivants : Nouvelle-Galles du Sud, Queensland et Territoire du Nord. La mission met beaucoup plus l’accent sur les événements culturels, compte tenu de l’importance nationale de Sydney dans ce secteur. Le Canada a également des consuls honoraires à Perth et à Melbourne.

## Apercu des relations Canada - Australie
L’Australie et le Canada entretiennent des relations de longue date, favorisées par l’histoire et la culture communes des deux pays, ainsi que par les liens entre les résidents de ces pays. Les deux pays sont d’anciens dominions britanniques et ont un chef d’État commun en la personne du roi Charles III (légalement, le roi est également et séparément le souverain des deux pays, en tant que roi d’Australie et roi du Canada). Les deux pays partagent le système de gouvernement parlementaire de Westminster ; Les deux pays sont membres de la Coopération économique Asie-Pacifique, du Groupe de Cairns, du Commonwealth des nations, de l’Accord de partenariat transpacifique global et progressiste, du Groupe des cinq, de l’OCDE et des Nations Unies.

## Hauts-commissaires
- 1939 - 1941 : Charles Burchell
- 1941 - 1942 : Evan Rogers
- 1941 - 1942 : Victor Odlum
- 1942 - 1946 : Thomas Clayton Davis
- 1946 - 1947 : Carman Millward Croft
- 1947 - 1949 : Kenneth Alfred Greene
- 1949 - 1950 : Léo Richer Laflèche
- 1950 - 1951 : Carman Millward Croft
- 1951 - 1953 : Colin Fraser Elliott
- 1953 - 1956 : William Arthur Irwin
- 1956 - 1957 : Donald Macalister Cornett
- 1957 - 1961 : Terence MacDermot
- 1962 - 1965 : Evan Gill
- 1965 - 1972 : Arthur Menzies
- 1972 - 1977 : James McCardle
- 1977 - 1980 : John Beesley
- 1980 - 1983 : Raymond Anderson
- 1984 - 1988 : Edward Schreyer
- 1987 - 1991 : Robert Kilpatrick
- 1991 - 1995 : Leonard Michael Berry
- 1995 - 1999 : Brian Schumacher
- 1999 - 2000 : James Bartleman
- 2000 - 2005 : Jean T. Fournier
- 2005 - 2010 : Michael Leir
- 2010 - 2015 : Michael Small
- 2015 - 2019 : Paul Maddison
- 2019 - 2024 : Mark Glauser
- 2024 - en cours : Julie Sunday